# 29-я стрелковая дивизия (РСФСР)
29-я стрелковая дивизия — воинское соединение РККА РСФСР, принимавшее участие в Гражданской и Советско-польской войнах. Сформировано на Урале. Существовало c 23 июля 1918 года по 10 июня 1920 года.

## Наименования
- 23 июля — 25 августа 1918 года — Восточная дивизия[2]
- 25 августа — 5 октября 1918 года — 1-я Уральская пехотная дивизия[3]
- 5 октября — 11 ноября 1918 года — Сводная Уральская пехотная дивизия[4]
- 11 ноября 1918 года — 10 июня 1920 года — 29-я стрелковая дивизия[5]

## Формирование

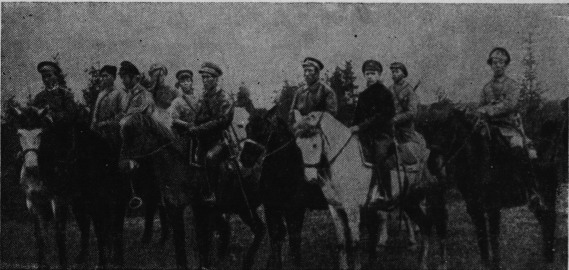
Командный состав китайского батальона 29-й стрелковой дивизии III армии Восточного фронта.

29-я стрелковая дивизия сформирована на Урале из отрядов красной гвардии, сформированных весной — осенью 1917 г. и участвовавших в установлении советской власти на Урале и подавлении мятежа Дутова в 1917—1918 гг. Отряды красной гвардии Камышлова в декабре 1917 г. разоружили эшелон Финляндского полка (сформирован в 1806 г.), шедшего в Сибирь, и красногвардейцы предложили бойцам сложить оружие и идти по домам либо вступить в отряд. Часть солдат ушла, часть осталась.
Дивизия также пополнялась фронтовиками — участниками русско-японской и I мировой войн. В частности, Черепков Фёдор Иванович был участником восстания на броненосце «Потёмкин», на котором был машинистом.
При формировании красноармейских отрядов присоединялись большевистские организации, появившиеся ещё во время первой русской революции.
В феврале 1918 г. в Камышлов прибыл на расформирование 6-й Сибирский корпус (сформирован в 1904 г.) во главе с прапорщиком Макаром Васильевым. Он формирует красногвардейские отряды, вооружая их оружием со склада корпуса; приказывает солдатам корпуса готовить красноармейцев. Васильев становится главой ВЧК и военкомом Камышловского уезда.
26 марта 1918 г. в Тобольске с помощью красногвардейцев из Камышлова была установлена советская власть. Царская семья оказалась в руках большевиков.
Весной 1918 г. подполковником китайской армии Жэнь Фучэнем, участником Синьхайской революции и попытки переворота в 1913 г., был сформирован китайский добровольческий батальон, вскоре переросший в 225-й Китайский полк.
В мае 1918 г. на территории Камышловского уезда произошёл кулацкий мятеж. В результате него в некоторых селах власть была взята кулаками, но после того как прибыло подкрепление, восстание удалось подавить. Была убита семья председателя Знаменского военно-революционного комитета — Брюханова Николая Николаевича, вскоре комиссара 1-го Камышловского полка.
25 мая 1918 г. начинается чехословацкий мятеж. Был взят Курган, Челябинск. Атаман Дутов снова поднял восстание. 17 июня Дутов соединился с чехами в Троицке.
По приказу Васильева началась мобилизация. Красноармейские отряды продвигались к фронту. 13 июля в боях под Шадринском и Катайском были объединены несколько отрядов, из которых был сформирован 1-й Крестьянский коммунистический полк.
В ночь с 16 на 17 июля в Екатеринбурге расстреляна царская семья.
1 января 1919 г. в состав 29-й влита 4-я Уральская дивизия В. Ф. Грушецкого. Последнего назначили на пост начальника 29-й дивизии, военкомом назначается А. Л. Борчанинов.

## Состав

### Состав на 1 августа 1918 года[7]
1-я бригада:
- 1-й Крестьянский коммунистический полк (Красных Орлов)
- 1-й Камышловский полк

2-я бригада:
- 4-й Уральский полк
- 1-й Горный полк
- Волынский полк

### Состав на 30 августа 1918 года[8]
- 1-й Крестьянский коммунистический полк (Красных Орлов)
- 2-й Камышловский полк
- 4-й Уральский полк
- 1-й Горный полк
- 5-й Волынский полк
- Алапаевский полк
- Запасной полк
- 1-я Крестьянская коммунистическая батарея
- Бронепоезд № 4
- Самодельный блиндированный поезд

### Состав на 15 октября 1918 года
1-я бригада:
- 1-й Крестьянский коммунистический полк (Красных Орлов)
- 4-й Уральский полк
- 1-й Камышловский полк

2-я бригада:
- 2-й Камышловский полк
- 1-й Рабоче-крестьянский полк
- 17-й Петроградский полк
- 2-я Петроградская батарея

3-я бригада:
- 1-й Горный полк
- Волынский полк (РККА)
- Питерский красный батальон
- 225-й Китайский полк

Кроме перечисленных частей в дивизию были включены три коммунистические батареи, Петроградская батарея П. Д. Хохрякова под
общим командованием М. Н. Чистякова, тяжёлая дивизионная батарея под командованием И. А. Деменева, инженерный батальон А. Ф. Масленникова, авиаотряд И. К. Железнова, Путиловский кавалерийский полк (Ф. Е. Акулов), вспомогательные команды и политотдел во главе с В. И. Мулиным.

### Состав на 3 января 1919 года
- 1-й Крестьянский коммунистический полк (Красных Орлов)
- Волынский полк (РККА)
- 1-й Рабоче-крестьянский полк
- 1-й Камышловский полк
- 1-й Камский стрелковый полк
- 2-й Камский стрелковый полк
- 3-й Камский стрелковый полк
- Лесновско-Выборгский стрелковый полк
- 17-й Петроградский полк
- 24-й стрелковый полк
- Путиловский кавалерийский полк
- Отдельный кавалерийский дивизион[10]

### Состав на 1 марта 1920 года
85-я стрелковая бригада: (командиры: М. В. Васильев, Ф. Е. Акулов, Б. А. Андрианов. Комиссары: Ф. И. Яхонтов с октября 1918 года, В. Королёв с марта 1919 года).
- 253-й стрелковый полк Красных орлов[13][14] (впоследствии 22-й стрелковый полк в составе 3-й стрелковой дивизии)
- 254-й Волынский стрелковый полк[15][16][17] (впоследствии 23-й стрелковый полк в составе 3-й стрелковой дивизии)
- 255-й Уральский (Китайский) стрелковый полк[18][19] (комиссары: Васильев В. Е. с мая 1920 года) (впоследствии 24-й стрелковый полк в составе 3-й стрелковой дивизии)

86-я стрелковая бригада: (впоследствии 14-я стрелковая бригада 5-й стрелковой дивизии) (командиры: М. В. Васильев, И. А. Чернобородов, П. В. Клоков, Н. П. Захаров, А. М. Степанов. Комиссары: Н. И. Уфимцев, Беляев, А. М. Гравит, А. А. Юдин)
- 256-й Уральский Рабоче-Крестьянский стрелковый полк[23][24] (впоследствии 40-й стрелковый полк 5-й стрелковой дивизии; расформирован в июле 1922 года)
- 257-й Камышловский стрелковый полк[25][26] (впоследствии 41-й стрелковый полк 5-й стрелковой дивизии)
- 258-й Камский стрелковый полк[27][28] (впоследствии 42-й стрелковый полк 5-й стрелковой дивизии)

87-я стрелковая бригада: (впоследствии с 15.02.1920 г. в составе 40-й стрелковой дивизии. Затем, после реорганизации 40-й стрелковой дивизии в феврале 1921 года, части вливаются в 62-ю стрелковую бригаду 21-й стрелковой дивизии и находятся там до полного расформирования 31.12.1921 г. (командиры: А. Г. Никулин, И. П. Вырышев, И. А. Онуфриев, И. А. Ослоповский. Комиссары: А. А. Смольников, М. Бочкарёв, И. М. Егоров, А. М. Гравит)
- 259-й Лесновско-Выборгский стрелковый полк[33][34]
- 260-й Петроградский стрелковый полк[35][36]
- 261-й Василеостровский стрелковый полк[37][38]

## Боевые действия. Отступление
23 июля 1918 года сформирована Восточная дивизия.
25 июля Васильев оставляет Камышлов. 26 июля 4-й Уральский полк (сформированный в апреле 1918 г.) и 1-й Крестьянский коммунистический полк оставляют станцию Синарскую и занимают оборону на левом берегу реки Пышмы. Здесь они оборонялись от белых до 29 июля. Потом эти полки сражаются у Ирбито-Вершин до 20 сентября 1918 года. Во время одного из боёв Красные сбили вражеский аэроплан. Затем отступили к Егоршино.
25 августа 1918 года Восточная дивизия переименована в 1-ю Уральскую пехотную дивизию.
5 октября 1918 года 1-я Уральская пехотная дивизия объединена со 2-й Уральской пехотной дивизией под наименованием Сводной Уральской пехотной дивизии.
27 октября в боях за Кушву 1 Крестьянскому коммунистическому полку было присвоено имя Красные орлы, полк был награждён Красным знаменем.
11 ноября 1918 года Сводная Уральская пехотная дивизия переименована в 29-ю стрелковую дивизию.
29-30 ноября 1918 года части дивизии потерпели поражение под станцией Выя. В окружение попали 17-й Петроградский, Китайский и 1-й Камышловский полки. Жэнь Фучэнь решил пробиться из окружения и погиб; из окружения вышло 62 китайца, остальные китайцы, оставшиеся в живых сформировали батальон, потом роту, а потом и вовсе отдельные группы, сражавшиеся до конца войны в 1922 году на Восточном фронте.
В декабре 1918 года дивизия обороняла Пермь.
В феврале — июне 1919 года дивизия вела бои в районе города Глазов.

## Боевые действия. Наступление
13 июня 1919 года дивизия в составе 3 армии пошла в наступление и участвовала в освобождении Перми, Нижней Салды, Камышловского, Шадринского уезда. Закончила бои под Омском в ноябре 1919 г.
В дальнейшем 29-я дивизия была в составе 1-й Революционной Армии Труда. С лета 1919 г. восстанавливала советскую власть, формировала милицию.

## Переброска
5 ноября 1919 года 29-я стрелковая дивизия получила приказ вывести все подразделения в полном составе с линии фронта.
С 16 ноября 1919 года дивизия приступила к переброске частей бригадами на Юго-Западный фронт, но в результате крайне не согласованных действий командования и членов Реввоенсовета Республики к 22 января 1920 года прибыла и была сосредоточена только одна 87-я бригада. Остальные две бригады растянулись вплоть от Тюмени до Острожка.
В результате 87-я стрелковая бригада поступила в распоряжение 8-й армии Кавказского фронта под командованием Тухачевского. 15 февраля 1920 года, в связи с большой потерей личного состава в районе станции Ольгинской в период проведения операции с 17 по 28 января 1920 года по форсированию Дона и занятию стратегически важных населённых пунктов, приказом командарма бригада расформирована, остатки её личного состава в составе полков поступили на пополнение 40-й дивизии. Затем, после реорганизации 40-й стрелковой дивизии в феврале 1921 года, части вливаются в 62-ю стрелковую бригаду 21-й стрелковой дивизии и находятся там до полного расформирования 31.12.1921 г.
1 января 1920 года 86-я стрелковую бригаду отправили на Западный фронт и ввели в состав 16-й армии. Впоследствии, в сентябре 1920 года, 86-я бригада переименовывается в 14-ю бригаду и поступает в подчинение 5-й стрелковой дивизии, а ещё позднее, в связи с малой численностью, переименовывается в 14-й стрелковый полк.
В марте 1920 года 85-ю стрелковую бригаду перебросили на Юго-Западный фронт и ввели в состав 3-й стрелковой дивизии 13-й армии, добивать отступающие войска Деникина.
В феврале марте 1920 года часть бойцов участвовала в подавлении Вилочного восстания, на территории соседнего с Екатеринбургской — Уфимской губернии.

## Советско-польская война
Части дивизии сражались с поляками в Беларуси и участвовала в наступлении, окончившиеся победой.
Приказом войскам 15 армии № 457/к от 15 мая части 2-й, 29-й и 56-й дивизий были сведены в Южную группу армии под командованием начальника 29-й стрелковой дивизии.
Приказом армиям Западного фронта № 1064 от 2 июня 1920 года группа была реорганизована в 3-ю армию. Командовал ею В. С. Лазаревич.

10 июня 1920 года части дивизии, находящиеся в Беларуси были расформированы. Управление дивизии было использовано для формирования 3-й армии, а солдаты — для пополнения дивизий этой армии. Командир дивизии Грушецкий стал командующим Южной группы войск 15-й армии, помощником командующего 3-й Красной Польской армий, начальником 46-й стрелковой дивизии. Бойцы дивизии сражались под Варшавой, затем отступали в боях против генерала Булак-Булаховича. В дальнейшем 3-я армия была объединена с 16-й армией, а потом её части вошли в состав Белорусского военного округа.

## Юго-Западный фронт
На Юго-Западный фронт были посланы 4-й Уральский полк и 253-й стрелковый полк Красных орлов, которые сражались с весны по лето 1920 года в Таврии. Затем участвовали в октябре 1920 года в наступлении и освобождении Северной Таврии. В ноябре участвовали в Перекопско-Чонгарской операции, освобождении Крыма, разгроме Крымской группировки Махно, разгроме банд Махно в 1921 года. Затем полки были также расформированы. Полк Красных Орлов почти полностью полёг в Присивашье. Оставшиеся в живых бойцы вернулись домой и были организаторами коммун. В это время к Камышлову подходило начавшееся Западно-Сибирское восстание. Многие бойцы снова ушли на фронт. Подавлением восстания, которое было подавлено в 1922 году, руководил Макар Васильев.

## Начальники дивизии
- Г. И. Овчинников (июль 1918 года — 16 октября 1918 года)
- М. В. Васильев (16 октября 1918 года — 1 января 1919 года)
- В. Ф. Грушецкий (1 января 1919 года — 11 апреля 1920 года)
- В. Ф. Карпов (11 апреля 1920 года)

## Комиссары дивизии
- С. В. Мрачковский (с 17 октября по декабрь 1918 года)
- А. Л. Борчанинов (с 1 января 1919 года)
- В. М. Мулин (с 28 января по 12 июля 1919 года)
- В. А. Гробов (с 22 октября 1919 года)
- Ф. И. Яхонтов (с 12 ноября 1919 года)

## Известные люди, связанные с дивизией
- Бажов П. П. — русский писатель.
- Голиков Ф. И. — Маршал Советского Союза. Воевал в составе дивизии в 1918—1919 гг. Автор книги «Красные орлы».
- Шумилов М. С. — генерал-полковник. Командовал полками затем бригадой в составе дивизии. Впоследствии, советский военачальник, генерал-полковник.
- Акулов Ф. Е. — С  июля по ноябрь 1918 года  командовал полком, затем бригадой в составе дивизии. Комбриг, георгиевский кавалер.
- Куклин П. Ф.  В 1918—1920 гг. служил бойцом конной сотни 256-го Лесновско-Выборгского полка. Воевал с ним против колчаковских войск на Восточном фронте. Впоследствии, советский военачальник, полковник.
- Гуковский Е. И.  В 1919—1920 гг. служил командиром взвода 4-й батареи 2-го артиллерийского дивизиона. Впоследствии, советский военный деятель, генерал-майор артиллерии.
- Васильев В. Е.  В 1920—1924 гг. комиссар 255-го Китайского стрелкового полка, затем 85-й бригады составе дивизии. Впоследствии, советский военачальник, генерал-лейтенант.
- Сажин М. Н. — в 1923 г. командир взвода 85-го Акмолинского стрелкового полка. Впоследствии, советский военачальник, полковник.
- Живалёв П. К. —  В 1924—1928 гг. служил в дивизии политбойцом и секретарем военкома 29-го артиллерийского полка, политруком роты 85-го стрелкового полка. Впоследствии, советский военачальник, полковник.
- Синицын Г. И. — С декабря 1926 года по ноябрь 1927 года проходил службу помощником командира и командиром роты в 87-м стрелковом полку. Впоследствии, советский военачальник, генерал-майор.
- Мазеркин Н. К. —  В 1932—1940 гг. служил в дивизии командиром стрелкового взвода и взвода полковой школы, командиром роты и помощником начальника штаба 87-го стрелкового полка. Впоследствии, советский военачальник, полковник.